# Uniwersytet Sertoriański w Huesce
Uniwersytet Sertoriański w Huesce – dawna hiszpańska uczelnia mieszcząca się w Huesce, w Aragonii.
Uniwersytet Sertoriański w Huesce został założony 12 marca 1354 roku przez Piotra IV Aragońskiego. Uczelnia powstała pomimo tego, że Jakub II Sprawiedliwy przyznał miastu Leridzie wyłączność na prowadzenie podobnej instytucji na terenie Królestwa Aragonii. Za czasów Sertoriusza w Huesce istniała Akademia Łacińska, ale dokument założycielski Piotra IV nie nawiązuje do tradycji nauk klasycznych. Nowa uczelnia z czasem przybrała imię rzymskiego polityka i wodza. Uniwersytet mieścił się w budynku, w którym obecnie znajduje się Museo de Huesca, które zachowało kilka pomieszczeń należących do Pałacu Królów Aragońskich z XII wieku. Uniwersytet został zamknięty w 1845 roku, po liberalnej reformie szkolnictwa Karola III.